# ジョージ・エドガー・ヴィンセント
ジョージ・エドガー・ヴィンセント（George Edgar Vincent、1864年3月21日 - 1941年2月2日）は、アメリカ合衆国の社会学者、大学学長。

## 経歴
イリノイ州ロックフォードに、メソジスト監督教会の監督であったジョン・H・ヴィンセントの息子として生まれた。イェール大学に学び、フラタニティ組織であるデルタ・カッパ・イプシロンのメンバーとなり、『The Yale Record』誌の第13期編集委員会の一員でもあった。1885年に卒業した後は、報道や文学に従事した。
1874年、父ジョン・H・ヴィンセントの提唱によりニューヨーク州シャトークア（ショトーカ）で、成人教育運動であるショトーカ運動 (Chautauqua) が起こった。ヴィンセントは1888年に、この運動に副代表として関わり、1907年以降は、ショトーカ総合学園 (Chautauqua Institution) の学園長を務めた。
1892年から1894年にかけて、アメリカ合衆国最初の社会学部であったシカゴ大学社会学部のフェローとなった。1894年には教員としてシカゴ大学に迎えられ、1904年には社会学の教授となった。この間、1900年から1907年まで、短期大学部のディーン（学部長）を務め、1907年から1911年にかけては、芸術、文学、科学部門のディーンであった。
1911年には、ミネソタ州ミネアポリス/セントポールのミネソタ大学の第3代学長に就任した。ショトーカ総合学園での経験を踏まえ、大学に総合拡張部門 (the General Extension Division) を創設して成人労働者に大学における学修の機会を提供し、これは後に継続教育学部 (the College of Continuing Education) へと発展した。ヴィンセントは、ミネソタ大学に様々な革新的プログラムを導入したが、その中には、学外の一般市民に教育的、文化的機会をより多く提供しようという精神に基づき、演劇や講演、コンサート、討論会など、ショトーカ総合学園での取り組みに似た「大学週間 (University Weeks)」の設定も含まれていた。
ミネソタ大学ツインシティー校のミネアポリス・キャンパス、イースト・バンク地区にあるヴィンセント・ホール (Vincent Hall) は、ヴィンセントを顕彰して命名されたものである。ヴィンセント・ホールには数学部 (the School of Mathematics) が置かれている。
1917年、ヴィンセントはロックフェラー財団の理事長となった。

## おもな著書
- An Introduction to the Study of Society (1894) - アルビオン・スモールとの共著、世界初の社会学の教科書
- The Social Mind and Education (1896)
- The National Memory (1913)

## 関連文献
- Gray, James (1958). ”Open Wide The Door: The History of the University of Minnesota’. New York: G.P. Putnam’s Sons